# Abraham despide a Agar e Ismael
Abraham despide a Agar e Ismael es un cuadro del pintor Jan Mostaert, realizado entre 1520 y 1530, que se encuentra en el Museo Thyssen-Bornemisza de Madrid.

## El tema
Según la Biblia, el maltrato que Ismael ocasionaba a Isaac motivó la petición de Sara a Abraham para que expulsara a Agar y su hijo del hogar familiar. Comprendiendo que esa era la voluntad divina, el patriarca les proporcionó provisiones e hizo caso a su esposa.
Después de andar errantes por el desierto, Agar se separó de su hijo para no presenciar su muerte por inanición. Abandonándolo bajo un arbusto, se marchó y entonces se le apareció un ángel que le prometió que sobrevivirían e Ismael sería cabeza de una gran nación. Entonces vio un pozo de agua y se repusieron. Ismael creció como un gran arquero y se casó con una egipcia, de dónde provino la raza árabe.
En el arte, Sara representa al cristianismo frente al judaísmo representado por la esclava Agar. Los dos episodios más frecuentes en los que participa esta esposa de Abraham son la expulsión de Agar e Ismael y la travesía por el desierto.

## Descripción de la obra

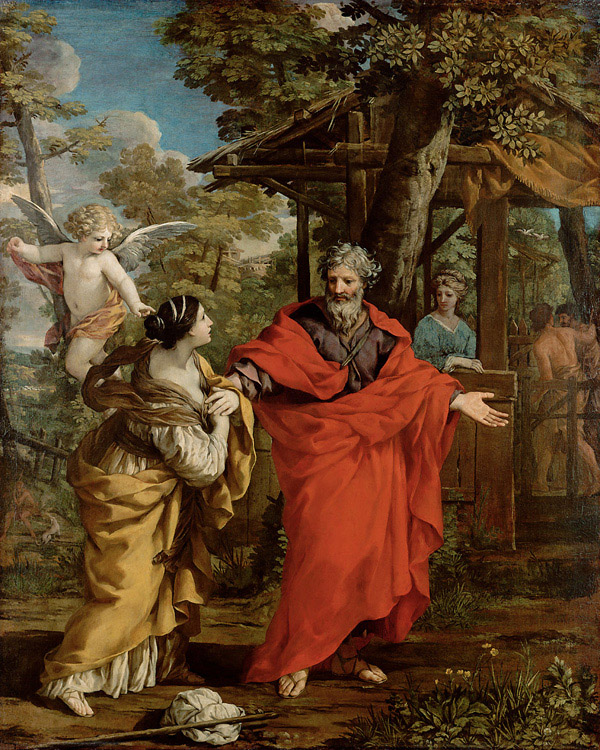
La despedida de Agar, 1637, Pietro da Cortona.

A diferencia de obras de temática similar como La despedida de Agar de Pietro da Cortona, en las que el autor se ciñe al ambiente del medio oriente que describe la Biblia, Mostaert prefiere acercarse a la representación con trajes contemporáneos suyos y con libertad a la hora de mostrar a Abraham a la puerta de una casa edificada y los personajes vestidos a la usanza de los coetáneos del pintor.
Al fondo, en la ventana del hogar, Sara se cerciora de que su esposo cumple con sus deseos, mientras Agar, con Ismael en su mano derecha y provisiones sobre ella, inicia el camino que la llevará al desierto.
El cielo, siempre con nubes, muy propio del paisaje holandés, parece poco razonable en el contexto de la historia, lo que no limita al autor.